# Joy Division
Joy Division (срп. Одељење за забаву/ Одељење за радост) била је енглеска пост панк музичка група, настала након ширења панка у Енглеској. Joy Division је био први састав панк покрета који својом музиком више није наглашавао гнев и енергију, већ је изражавао расположење, чиме је ударио темеље алтернативне музике 1980-их година. Упркос доста сировом почетку којим се није разликовао од других панк група на тадашњој сцени, Joy Division је, пошто је у своју музику укључио и синтесајзер, све више наглашавајући мелодичност прожету интровертним и меланхоличним текстовима фронтмена групе Ијана Кертиса, усмерио део панк покрета према алтернативној музици каснијих година.

## Биографија

### Формирање
Joy Division је формиран почетком 1977. Гитариста Бернард Албрехт (рођен као Бернард Дикен) и басиста Питер Хук су првобитно формирали бенд „Стиф китенс“, а након тога су у групу укључили и певача Ијана Кертиса и бубњара Стива Бродердејла који је сам себе називао „Варшава“ (енгл. Warsaw) по песми Дејвида Боувија. У мају 1977. уследио је први наступ и то у Манчестеру. Пошто су снимили неколико демо снимака групу је у октобру исте године напустио бубњар, а на његово место је дошао Стивен Морис.
Бенд је крајем 1977. променио име у Joy Division инспирисан приповетком „Кућа лутака“ пољског Јеврејина Јехел Денура, који је писао под псеудонимом „Ка-цетник 135633“. У овој приповеци назив „Joy Division“ је био коришћен у сленгу за групу жена које су у концентрационим логорима у нацистичкој Немачкој биле присиљаване да сексуално задовољавају нацисте (Joy Division би на енглеском значило одељење за забаву).
Наступајући током 1978, најчешће на северу Енглеске упознали су неколико утицајних особа — Роба Гретона, манчестерског диџеја који је постао менаџер банда, Тонија Вилсона, ТВ новинара и власника издавачке куће, и Дерека Бранвуда, једног од руководилаца издавачке куће „RCA“ који је први у мају 1978. снимио тонски запис који је био основа каснијег првог самосталног албума бенда. Неколико песама са тог снимка одисало је панк енергијом, а остатак је исказао оно што ће бити заштитни знаци Joy Division-а у даљем периоду: емоционални немир и очај Ијана Кертиса, Хуков брундајући бас и назупчани рифови са гитаре Албрехта.

### Рана издања
Прва плоча коју је издао Joy Division био је ЕП под називом „An Ideal for Living“ у јуну 1978. под именом сопствене издавачке куће „Enigma“. Почетком 1979. јавност је показала приличан интерес за нови звук који је бенд избацио на тржиште па се бенд све чешће појављује у медијима. Са продуцентом Мартином Ханетом бенд је започео снимање новог материјала па је у јулу 1979. изашао први албум „Unknown Pleasures“ који је изазвао одушевљење критичара и публике, због чега се се дуго задржао на независним топ-листама у Уједињеном Краљевству.
Након издавања албума „Unknown Pleasures“, у другом делу 1979. Joy Division је кренуо на турнеју на којој су, због своје жестоке свирке и неконвенционалне представе током концерата, а и због гласина које су кружиле о болести Ијана Кертиса, врло брзо стицали нове поклонике. Ијан Кертис је, иначе, патио од епилепсије и депресије и био је склон тешким душевним стањима и ломовима, па је ускоро, у неким тренуцима, на сцени било тешко разликовати његове концертне наступе и нападе болести. Након кратког одмора крајем 1979. бенд је почетком 1980. наставио своју европску турнеју на којој су многи концерти били отказани због Кертисовог здравственог стања.

## Кертисово самоубиство и последице
У априлу 1980. бенд је започео снимање свог новог издања који је изашао на тржиште убрзо, истог месеца, под називом „Love Will Tear Us Apart“. Сингл је био одлично примљен, али се и даље није могао померити ван независних топ-листа. Током маја 1980. бенду је уговорена турнеја по САД. Пре турнеје имали су две недеље одмора, а два дана пре предвиђеног лета Ијан Кертис је извршио самоубиство вешањем у свом стану. Кертисовом смрћу Joy Division је престао да постоји. Трагична је чињеница да се то догодило у тренутку када се бенд са својим издањем „Love Will Tear Us Apart“ потпуно етаблирао на музичкој сцени и кренуо према комерцијализацији свог стваралаштва. После његове смрти остали чланови бенда су објавили сингл и спот за песму „Atmosphere“, као неку врсту спомена на њега, а његова супруга Дебора је на његовом гробу уклесала речи „Love Will Tear Us Apart“.
У јануару 1981. чланови Joy Division-а оснивају нови бенд под именом „New Order“ (чији је назив иронично односи на злочиначке идеје Трећег рајха о новом поретку) који је својом музиком изишао из сене Ијана Кертиса и музику бенда усмерио на електронску музику. Према неким тумачењима, једна од њихових најпознатијих песама „Blue Monday“ је инспирисана Кертисом и представља својеврсну поруку упућену њему.
Joy Division је за време кратког постојања извршио велики утицај на развој музике свог времена и утицао на многе музичаре. Оригиналном и неконвенционалном музиком и извођењем, стекао је култни статус међу обожаваоцима музике широм света.

## Дискографија
- Unknown Pleasures — (1979)
- Closer — (1980)